# Felsőtelekes
Felsőtelekes est un village et une commune du comitat de Borsod-Abaúj-Zemplén en Hongrie.

## Histoire
Felsőtelekes et habité depuis les premiers temps, des objets de l'âge du cuivre, du bronze et du fer ont été trouvés.